# بحير الأولى (عنافجة)
بحير الأولى (بالفارسية: بحیر یک) هي قرية وتقع في إيران في قسم عنافجة الريفي. يقدر عدد سكانها بـ 179 نسمة .